# 堀田ゆい夏
堀田 ゆい夏（ほった ゆいか、1980年9月2日 - ）は、日本のグラビアアイドル、タレント。神奈川県出身。学習院大学卒業。元シャイニングウィル所属（松竹芸能と業務提携）。

## 来歴
- 神奈川県で育つ。
- 目黒星美学園中学校・高等学校を経て、2004年3月に学習院大学経済学部を卒業。
- 大学時代は女性ユニットやケーブルテレビのリポーターを経験。サークルでバンド活動をし、キーボードやドラムを担当。大学4年生の時、サークルの後輩の薦めでミスコンに出場、審査員を務めたリリー・フランキーからグラビアの仕事を薦められる。
- 2004年6月、『女子大生純潔マガジン seiso』（ワニマガジン社）創刊号に「堀田ゆいか」名義でグラビア登場。読者アンケート1位となり2号で表紙を飾る。
- 2005年5月頃、シャイニングウィルへ移籍した際、芸名を「堀田ゆいか」から「堀田ゆい夏」に改名。尚、本名は「ゆい夏」と字は違うが、音韻は同じである。
- 2005年5月11日、gooブログにて『堀田ゆい夏のおいしぃ日記』を開設（現在はアメーバブログに移転）[1]。ブログでは、自作のキャラクター「ほったるいか」が登場。同名は、本人の学生時代の愛称でもあった。
- 2007年1月よりテレビドラマ『Xenos』に出演するなど女優業も開始。
- 2008年3月より、TBS愛の劇場『スイート10〜最後の恋人〜』で昼ドラ初レギュラー。
- 2008年6月、『飛び降りたらトランポリン』（ベニサンピット）で舞台デビューを果たす。
- 2008年7月、『前田』（赤坂レッドシアター）で2ヵ月連続舞台を果たす。
- 2008年10月、映画『ヒトリマケ』に出演。
- 2011年12月31日付で、シャイニングウィルを離籍[2]。
- 2012年4月5日のオフィシャルブログ上でバセドウ病の診断を受け、治療のため芸能活動を休業することが発表された[3]。
- 2015年1月24日、ブログにて1月15日に入籍した事が明かされた[4]。

## 人物・エピソード
- チンチラの「ぴぃなっつ」と「みにばら」、ラブラドールの「ラム」とミニチュアダックスフントの「ヘザー」を飼っている。
- 趣味は、お笑い鑑賞、ミュージカル鑑賞、歌舞伎鑑賞。
- バラエティ番組『プレミアの巣窟』では、上手くボケたり、喋れないことを悩んでいたが、素のままの自分でいいとディレクターに言われた。
- 学生時代は肥満であったとブログに記述している。
- 福永ちなと親交があり、年下の福永を「ちな姉さん」の愛称で呼んでいる。

## 出演

### バラエティ
- BaySideView（ケーブルネットワーク千葉）- リポーター
- 生活達人（2004年8月 - 10月、TBS）
- プレミアの巣窟 5thシーズン（2006年4月 - 9月、フジテレビ）
- 大進撃放送BONZO!（2006年7月 - 、東京MXテレビ）
- よゐこのエコエコバラエティ〜天才?Dr.ハマックス〜（ファミリー劇場）
- グラビアの美少女（MONDO21）

### テレビドラマ
- 占い師 天尽 第9話・10話（2007年1月 - 3月、CBC／goo配信／GYT／TBSチャンネル） - 美紗子 役
- Xenos（2007年1月 - 3月、テレビ東京） - 波多野ミナ 役
- スイート10（2008年3月 - 5月、TBS） - 辻野多恵子 役

### ラジオ
- ゴチャ・まぜっ!火曜日（2006年10月 - 2007年9月、MBSラジオ）- 準レギュラー、火曜（3週間に1回）
- ゴチャ・まぜっ!月曜日（2007年10月 - 2008年3月、MBSラジオ）
- くにまるワイド ごぜんさま〜（2008年10月10日 - 2010年10月1日、文化放送） - 「クイズ!だいぶショック!?」（金曜 10:04～10:25頃）アシスタント
- くにまるジャパン（2010年10月4日 - 2012年3月30日、文化放送）- 「くにまるジャパン探訪」(金曜 12:10～12:25頃)アシスタント

### 舞台
- 飛び降りたらトランポリン（2008年6月3日 - 8日、作・演出：なるせゆうせい）- カラクリオデン 役
- 前田（2008年7月2日 - 6日、作：吉高寿男、演出：坂田聡）
- 当選確率0%（2009年6月5日 - 14日、作：南慎介、演出：不破大志）- 大原つかさ 役

### インターネット
- BOMB発 完全無料型アイドルポータルサイト! Bibus
- 週刊インフルエンタ!（原宿アメブロ放送局、2007年5月-8月）- MC

### 携帯サイト
- アイドルがイッパイ （アイパイ）

### CM
- 花王 「ビオレ洗顔フォーム」（2004年）- CMナレーション
- 東京サマーランド 夏キャンペーン（2008年）

### イメージモデル
- 恋ナビ 24h（2008年）

### 映画
- ナイントゥイレブン（2010年6月公開、オルスタックピクチャーズ） - ゆい 役

## リリース作品

### オリジナルビデオ
- ファミリーレストラン 第6話（トライネットエンタテインメント）
- ドリフト5 デラックス版（ジェネオンエンタテインメント） - 桜井美晴 役
- ウワサの真相! 口裂け女（2006年、ジョリー・ロジャー） - MCアシスタント

### イメージビデオ
- ゆい夏（2005年8月、ラインコミュニケーションズ）
- ゆい夏の夏休み（2005年12月、ベガファクトリー）
- ゆい夏色 -COLORS-（2006年2月、GPミュージアムソフト）監督森敦司
- ゆい夏の雫（2006年6月、竹書房）
- 桃色ゆい夏（2006年8月、ぶんか社）
- H.（2007年3月、学習研究社）
- いまのゆい夏はキラキラに光って（2007年6月、リバプール）
- ゆいnatsu（2007年8月、エアーコントロール）
- まばゆい夏（2007年10月、フォーサイド・ドット・コム）
- 夢ゆい夏〜メキシコより（2007年12月、ラインコミュニケーションズ）
- 恋ゆい夏〜from tokyo（2007年12月、ラインコミュニケーションズ）
- 4 Pieces BOX （2008年6月、ラインコミュニケーションズ）- 同メーカーからリリースされた3作品+未公開映像の4枚組BOX

### CD
- 青い空の下

## 書籍

### 雑誌
- KING（2006年10月 - 、講談社）コラム連載
- ヤングマガジン（講談社）グラビア
- BOMB（学習研究社）グラビア・インタビュー
- 週刊プレイボーイ（集英社）グラビア
- an・an（マガジンハウス）取材ページ
- B.L.T.（東京ニュース通信社）グラビア
- ザ・ベスト（ベストセラーズ）グラビア
- スコラ（スコラマガジン）グラビア
- SPA!（扶桑社）グラビア

その他多数の雑誌のグラビアや表紙を飾る

### 写真集
- ゆい夏の雫（2006年6月9日、竹書房、撮影：西條彰仁）ISBN 978-4-8124-2748-4
- ゆい夏の「○○○」（2006年9月、彩文館出版、撮影：野澤亘伸）ISBN 978-4-7756-0148-8
- H.（2007年3月、学習研究社、撮影：西條彰仁）ISBN 978-4-05-403325-2
- SHKR￣A(シュクル)（2010年11月、彩文館出版、撮影：リリー・フランキー）ISBN 978-4-7756-0485-4